# Övervakning
Övervakning är den verksamhet som utövas när någon kontrollerar något som pågår. Begreppet används bland annat för offentliga eller privata institutioners kontroll över vad enskilda eller grupper av individer sysslar med.
Traditionellt har övervakning använts av polisen för att följa upp göranden av kriminella och av säkerhetspolisen för att följa personer som klassas som säkerhetsrisker. Med ny teknik har dock massövervakning möjliggjorts som inte bara övervakar redan utpekade riskpersoner utan mer eller mindre alla med syfta att hitta potentiella personer.

## Datorkommunikation

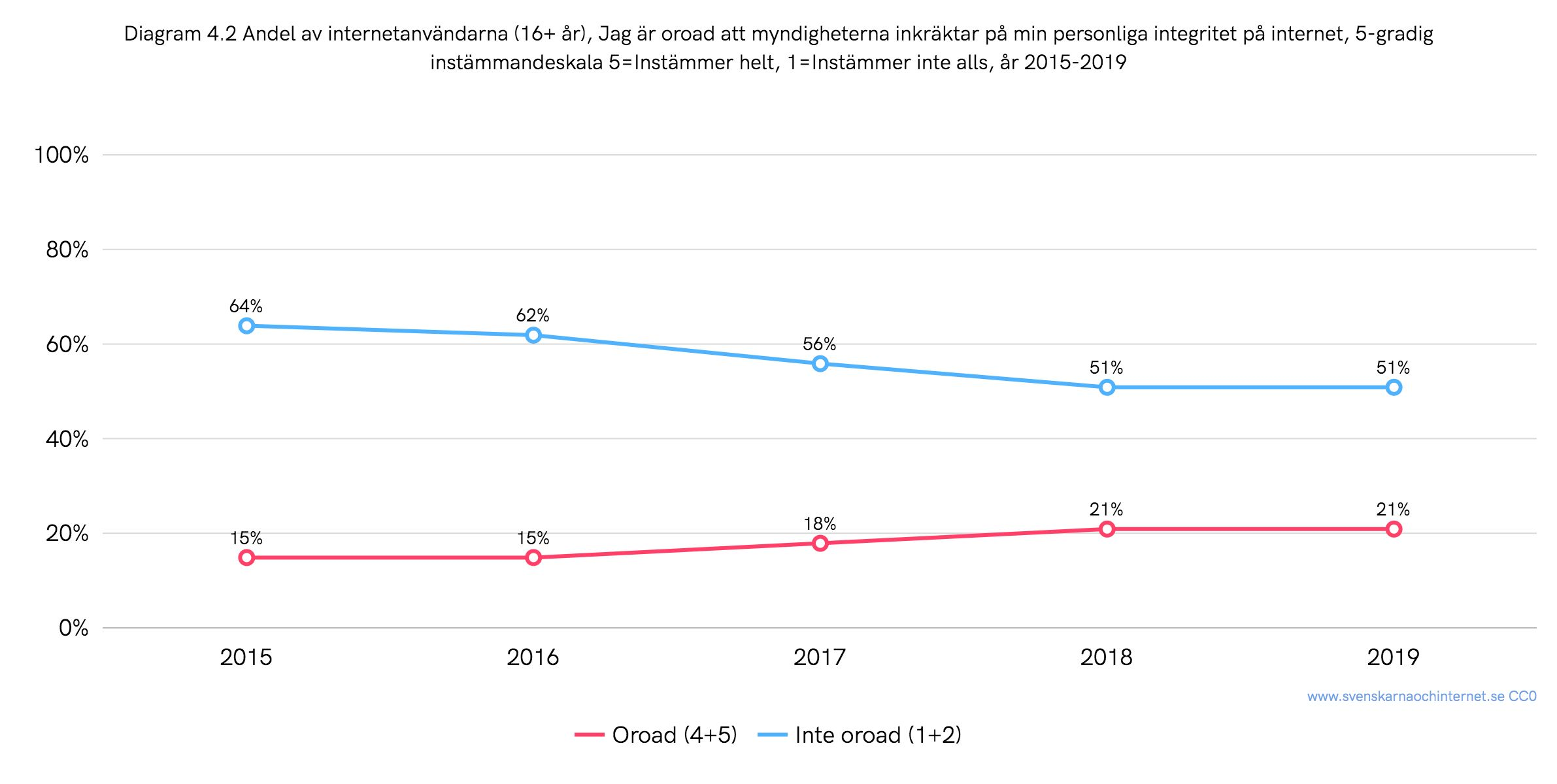
Andel av de svenska internetanvändarna (16+ år) som är oroad över att myndigheter inkräktar på den personliga integriteten på internet, år 2015–2019. Siffror från Internetstiftelsen.

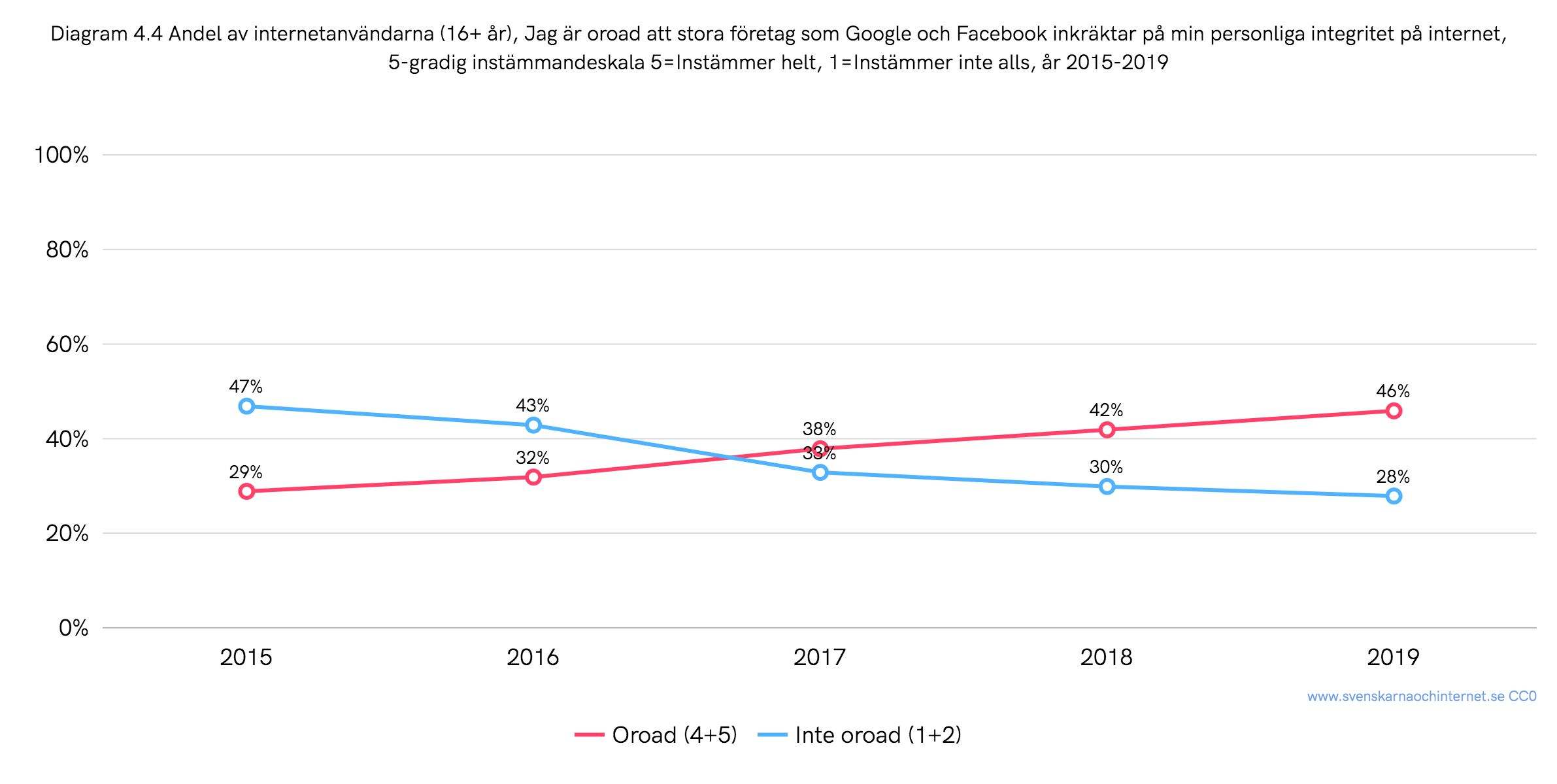
Andel av de svenska internetanvändarna (16+ år) som är oroad över att stora företag som Facebook och Google inkräktar på den personliga integriteten på internet, år 2015–2019. Siffror från Internetstiftelsen.

Datorkommunikation kan övervakas med avancerade datorsystem som exempelvis systemet Echelon.
Den stora majoriteten av datorövervakning involverar övervakningen av data och trafik på internet. I USA till exempel krävs det att alla telefonsamtal och all bredbands internettrafik är underkastade övervakning dygnet runt.
Det är alldeles för mycket data på Internet för att människor ska kunna söka igenom allt. Därför är det automatiserade övervakningsdatorer som sållar bland den stora mängd av data för att identifiera och rapportera till de humana utredarna om vilket material som anses vara misstänksamt. Det fungerar genom att datorerna känner av/blir triggade av vissa ord och fraser, eller att någon har besökt en speciell webbplats. Även kommunikationer via email och chattar med misstänksamma personer eller organisationer genomsöks. Det spenderas miljarder dollar per år av agenturer som NSA och FBI för att utveckla, köpa, genomföra och operativsystem som Carnivore och ECHELON för att fånga upp och analysera all data.
Datorer kan vara övervakningsmål för att personuppgifter ska vara sparade på dem. Om någon är kapabel att installera en programvara, till exempel som FBI:s Magic Lantern och CIPAV, på datorsystemet så kan de enkelt få obehörig tillgång till dess data. Sådan programvara kan bli installerad fysiskt eller på distans. Annan form av datorövervakning känd som Van Eck phreaking, involverar läsning av elektromagnetiska strålningar från datorer för att extrahera data från dem på avstånd från hundratals meter. NSA driver en databas som kallas ”pinwale”, som lagrar och kopierar ett stort antal e-postmeddelanden från både amerikanska medborgare och utlänningar.
I undersökningen Svenskarna och internet från 2019 uppgav 45 procent av de svenska internetanvändarna att de kände sig övervakade på internet och 30 procent kände sig inte övervakade. Främst oroade man (46 %) sig för övervakning från storföretag som Google och Facebook medan färre (21 %) oroade sig över att bli övervakade av myndigheter. Oro över att bli övervakad på internet tycks bli allt mer vanlig, sedan 2015 har andelen som oroar sig för att storföretag inkräktar på integritet på nätet ökat med 17 procentenheter. Under coronapandemin 2020 ökade oron för storföretagens inkräktande på den personliga integriteten framförallt hos personer som arbetade hemifrån, där 64 procent var oroliga för övervakning, vilket är att jämföra med gruppen myndiga svenska internetanvändare där 52 procent oroade sig.

## Telefoner
Den officiella och inofficiella avlyssningen av telefonlinjer är omfattande. I USA kräver till exempel Communications Assistance For Law Enforcement Act (CALEA) att all telefonkommunikation och VoIP-kommunikation ska vara tillgänglig för realtidsavlyssning av federala brottsbekämpande myndigheter och underrättelsetjänster. Två stora telekommunikationsföretag i USA, AT&T och Verizon — har kontrakt med FBI, ålägger dem att behålla sina telefonsamtalsregister för federala myndigheter så att de enkelt kan söka igenom dem, i utbyte mot 1 800 000$/år. Mellan åren 2003 och 2005 skickade FBI ut mer än 140 000 National Security Letters för att få information om deras kunders samtals- och internethistorik. Ungefär hälften av breven begär information om medborgarna i USA.
Det behövs inte människor för att övervaka de flesta samtal. Tal till text-funktionsmjukvara skapar maskinläsbar text från det uppfångade ljudet, som sedan behandlas av automatiska telefonanalysprogram, som till exempel de som utvecklats av verksamheter som Information Awareness Office eller företag som Verint och Narus, som letar efter vissa ord och fraser, för att bestämma om en mänsklig faktor behöver se över samtalet.
Brottsbekämpning och underrättelseservice i Storbritannien och USA innehar teknik för att aktivera mikrofoner i mobiltelefoner på distans, genom att få åtkomst till mobiltelefoners diagnostik eller underhållsfunktioner för att lyssna på samtal som tar plats nära personen som håller i mobilen.

## Debatten om staters övervakning
Stater som vill övervaka sina medborgare brukar hävda att övervakning minskar piratkopiering, våld, förtal, ekonomisk brottslighet, hatbrott och annan brottslighet.[källa behövs]
Säkerhetsexpertis kritiserar storskalig övervakning för att den minskar säkerheten.
Många civila rättigheter och privata grupper, såsom Electronic Frontier Foundation och American Civil Liberties Union, har uttalat oro över att tillåta myndigheterna ökad övervakning av medborgarna och samhället kan bli ett massövervakningssamhälle med alltför begränsade politiska och personliga friheter. 